# Killer adios
Killer adios ist ein 1967 entstandener und 1968 erstmals aufgeführter Italowestern, den Primo Zeglio in italienisch-spanischer Koproduktion inszenierte. Der moderat budgetierte Film wurde im deutschen Sprachraum erstmals am 5. März 1986 im Privatfernsehen auf Sat.1 gezeigt.

## Handlung
Jess Bryan kehrt in seine Heimatstadt zurück, die er nach dem Tod des berüchtigten Banditen Gaspar und der Rettung von Jack Bradshaw, der rechten Hand des begüterten Sam Ringold, verlassen hatte. Nach zwei Anschlägen auf sein Leben und der brutalen Ermordung seines Freundes Bob Elliott wird ihm angeboten, als Deputy zu fungieren.
In seinem Amt untersucht Bryan die Serie von mit einer Winchester verübten Verbrechen, wobei alle Zeichen auf Bradshaw hindeuten. Es kostet mehrere Leben, bis Bryan die tatsächlichen Vorgänge rekonstruieren kann. Dann verlässt er mit seiner Geliebten Sheila die Stadt.

## Kritik
Film Mese bemerkten, der Film funktioniere in weiten Teilen wie ein Kriminalfilm, und lobten die sinnliche Darstellung der Damen Solinas und Neri. Auch das Lexikon des internationalen Films urteilte: „Relativ unblutiger, durchschnittlicher Italowestern.“ Christian Keßler empfahl den Film als hochunterhaltsame Angelegenheit, auch wenn man die Zutaten der Story schon ein- oder zweimal gesehen hat.

## Bemerkungen
Das Titellied interpretiert Maurizio Graf.